# Sid Meier's Railroads!
Sid Meier's Railroads is een computerspel dat is ontworpen door gamedesigner Sid Meier, ontwikkeld is door Firaxis Games en is uitgegeven door 2K Games. Het spel werd op 17 oktober 2006 uitgegeven in Amerika en op 27 oktober 2006 in Europa

## Doel
Het doel van het spel is om een zo groot mogelijk netwerk van treinsporen op te bouwen en ook genoeg winst te maken om dit te onderhouden. Tevens kun je bij de single player mode tegen max 3 computers spelen.